# Ernst Linder
Ernst Linder (25 de abril de 1868-14 de septiembre de 1943) fue un jinete sueco que compitió en la modalidad de doma. Participó en los Juegos Olímpicos de París 1924, obteniendo una medalla de oro en la prueba individual.

## Palmarés internacional
| Juegos Olímpicos | Juegos Olímpicos | Juegos Olímpicos | Juegos Olímpicos |
| Año              | Lugar            | Medalla          | Categoría        |
| ---------------- | ---------------- | ---------------- | ---------------- |
| 1924             | París (Francia)  | Medalla de oro   | Individual       |